# Ved Søminegraven
Ved Søminegraven er en vej på Nyholm i København, der løber langs den kanal, hvor Søværnet tidligere opbevarede sine søminer. Området har historisk været en del af Holmens militære anlæg, hvor forskellige funktioner inden for søforsvaret var placeret.